# Проскурняк лікарський
Проскурняк лікарський, або алтея лікарська (Althaea officinalis L.) — вид роду алтея родини мальвових.

## Ботанічні характеристики

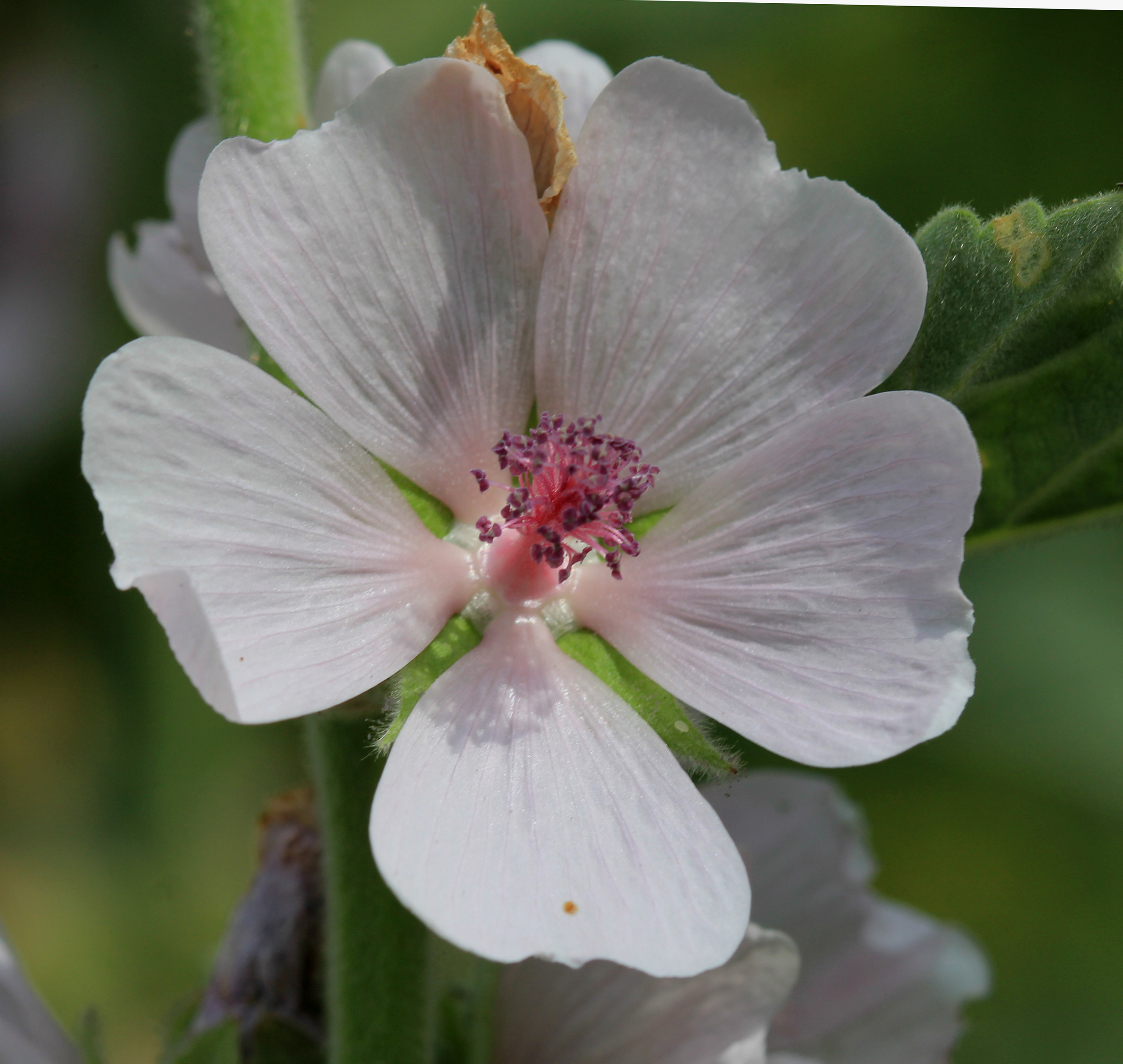
Квітка проскурняку лікарського

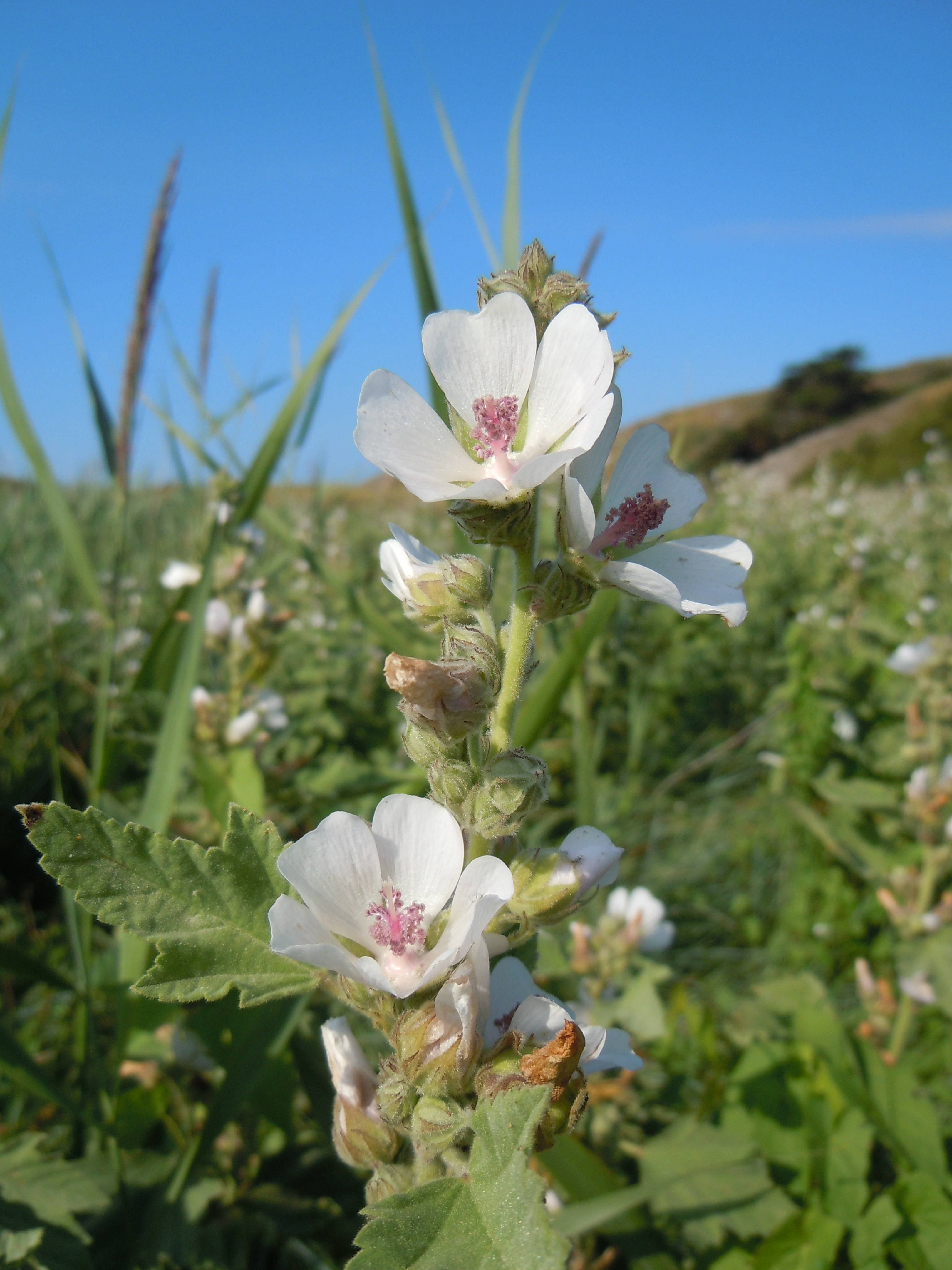
загальний вигляд квітучої рослини

Це — багаторічна трав'яниста рослина. Має широке вертикальне кореневище з простими, рідше галузистими жовто-бурими коренями, які досягають 50 см довжини. З кореневища виходять кілька прямостоячих сірувато-зелених, угорі короткогалузистих стебел заввишки близько 1 м з листками і блідо-рожевими квітками, розміщеними по кілька штук у пазухах верхніх листків. Листки черешкові. З обох боків сірувато-зелені; нижні — яйцеподібні, п'ятилопатеві. Верхні — трилопатеві, по краях зубчасто-пилчасті. Квітки складаються з подвійної неопадаючої чашечки, п'ятипелюсткового віночка і численних тичинок, і зрослися майже до самого верху в одну загальну трубку, що прикриває маточку. Плід сухий, у вигляді приплюснутого кружка, оточений чашечкою, яка залишається; плід розпадається на бурі сім'янки.

## Поширення та екологія
Ареал виду охоплює практично всю Європу, Азію (в помірних та субтропічних областях), та Північ Африки.
Проскурняк лікарський було занесено до Північної Америки. Культивується в Україні.
Росте у заплавах та по берегах річок, біля озер. В регіонах напівпустель, солонців і солончаків — здебільшого у заболочених низинах. Надає перевагу легким вологим ґрунтам із неглибоким заляганням підземних вод.

## Практичне використання

### Господарське значення
Крім застосування в медицині, рослину можна використовувати для одержання з її стебел волокна, а з насіння — олії.

### Застосування у народній медицині
Згадується в працях стародавніх лікарів (Пліній, Теофраст, Діоскорид). На початку IX ст. Карл Великий видав наказ про вирощування лікарських рослин, в тому числі й алтеї.
Східні слов'яни при легеневих захворюваннях використовували різні лікарські рослини (малина, липа, чебрець, солодка), але найбільш популярною, за свідченням багатьох джерел, була алтея лікарська.
У народній медицині корінь алтеї вживають рідко. Значно частіше квітки і листя при шлунково-кишкових захворюваннях, для полоскання горла і клізм при проносах.

### Фармакологічні властивості
Корені алтеї містять до 35 % слизових речовин, які визначають цілющі властивості рослини, а також крохмаль (до 37 %), сахарозу (10,2), бетаїн (до 4 %) і жирну олію (до 1,7 %). "
Препарати алтеї (порошок, водний настій, рідкий екстракт, сироп) використовують як протизапальний, обволікаючий і відхаркувальний засіб при катаральних станах дихальних шляхів, а також при поносах, гострих гастритах і ентероколітах. Вона входить також до складу грудного збору.

### У харчуванні

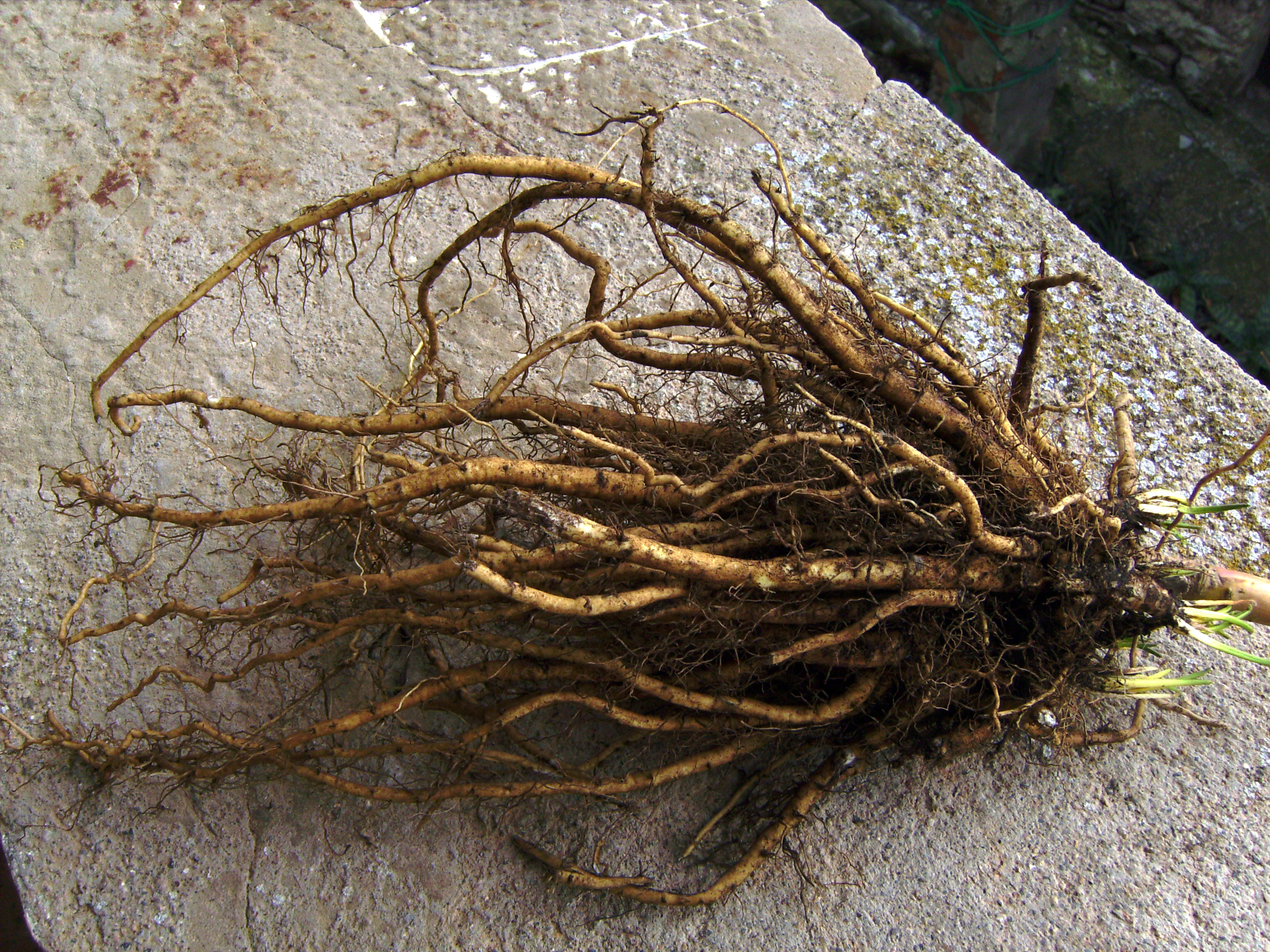
Коріння

До столу здебільшого йде коріння алтеї. У ньому міститься 36% слизистих речовин та крохмалю, 11 пектину, 37 крохмалю, 4 цукру, 2% аспарагіну. Залежно від умов зростання може мати до 11% цукрози. Збирають лише однорічні кореневища пізно восени та напровесні до початку вегетації. Їх миють, чистять від шкірки, розрізають та сушать. Солодкуваті сушені корені можна варити та готувати кашу з молоком чи кисіль. Сирі корені обкочують у борошні чи сухарях та тушкують в духовці. Можна зацукровувати на цукати.
Від англійської назви цієї рослини (англ. marshmallow plant) походить назва відомих солодощів маршмелоу. Перші маршмелоу готували виварюючи шматочки кореня з медом до затвердіння. Такі солодощі використовували переважно з лікувальною метою. Перші згадки знаходять у 2 тис до н. е. у Давньому Єгипті. У 19 ст. французькі кондитери покращили рецепт (додали білок з яйця) і почали виробництво солодощів під назвою фр. Pâté de Guimauve.

## Вирощування та розмноження
Вирощують алтею на чистих від бур'янів суглинистих і супіщаних чорноземах з неглибоким заляганням ґрунтових вод. Орють на зяб на глибину 25—27 см, перед цим вносять органічні (з розрахунку 0,3 т/100 м²) і мінеральні (5 кг фосфорних і 1 кг калійних) добрива. 
Розмножується алтея в основному насінням. При засіванні використовують 1-2-річне насіння з нормою висіву — 0,1 кг/100 м², міжряддя — 70 см, насіння загортають на глибину 1,5-2 см. Іноді розмножують ділячи кореневища.
Після появи сходів міжряддя розпушують на глибину 5—7 см, якщо сходи густі, їх проріджують. Залишаючи на 1 м погонної довжини рядка 8—10 рослин. Протягом літа посіви ще 2—4 рази розпушують з одночасним прополюванням в міру необхідності. Починаючи з другого року життя рослини на плантаціях підживлюють аміачною селітрою з розрахунку 3 кг/100 м². Перед зимовим періодом відмерлі частини рослин видаляють.